# Kęstutis
Kęstutis (1297 - Kreva, 3 de agosto ou 15 de agosto de 1382) foi um governante do Grão-Ducado da Lituânia. Foi o Duque de Trakai e governou o Grão-Ducado de 1342 a 1382, junto com seu irmão Algirdas (até 1377) e com seu sobrinho Jogaila (até 1381). Ele governou os lituanos e os rutenos.
O nome "Kęstutis" é um derivado da forma antiga do nome Kęstas, que é uma versão encurtada de tais nomes lituanos como Kęstaras, Kęstautas (há kęs-ti significa lidar). As fontes históricas da escrita refletem a pronunciação lituana diferente.